# 愚連隊
愚連隊（ぐれんたい）とは、繁華街で違法行為や暴力行為を働く不良少年または不良青年の集団。

## 概要
「愚連隊」は当て字であり、「ぐれる」という言葉から来ている。
明治後期（1900年代）から「愚連隊」と名のる集団があらわれた。不良集団だったが、その典型である白梅団は「堅気に迷惑をかけるな」「弱い者いじめはするな」「飲み屋で只酒は飲むな」などを規律としていた。白梅団の武井敬三の系統は弁天町の渥美幸一郎、次いで錦糸町の花田正直に繋がる。
「親分衆関東編」「狼どもの仁義」によると東京の愚連隊の始まりとされるのは浅草の山田春雄の実子分で田中義一総理の用心棒であった篠一郎で、その系譜は浅草から出て上野、神田、新橋、最終的に銀座における不良を制した益戸克己（その一派は更に浦上信之、高橋輝男）に繋がる。昭和初期（1920年代～1930年代）には菅谷政雄や万年東一らが活動している。またこの時期には、関東大震災で損害を被った東京のヤクザの間隙を付いて、横浜およびその近隣の愚連隊が東京へ進出した。やがてその勢力に目を付けた東京のヤクザたちは、東京で暴れまわる愚連隊を自らの組織へと組み入れていった。しかし第二次世界大戦の激化にともなう風紀取り締まりや構成員の多くが日本軍に召集された結果、愚連隊の活動も停止した。
終戦直後の愚連隊は、復員軍人で社会復帰に困難を来たした者や、体育会等で先輩後輩間の暴力支配関係に染まった不良学生集団や、戦後の外国人勢力に対する自警団を中心に発生し、中には暴力行為の他、ゆすり・たかり、窃盗、ダフ屋、景品買い等の非合法の経済活動を行い、金になるものなら何にでも手を出すという風潮を持つ集団もあった。この時期の愚連隊は、博徒、的屋（テキ屋）とともに、現代型の暴力団の三大源流の一つとなっている。本来は博徒や的屋を稼業としていた古来からのヤクザ組織が、利益になることなら何にでも手を出すようになったことにも、愚連隊による影響が見られる。
1970年代には暴走族、1990年代にはチーマー、カラーギャングなどの不良少年集団が現れているが、これらの中にもグループ名に「愚連隊」という言葉を用いているものがあり、愚連隊の一種もしくは派生形である。
2000年代以降には、都市部の繁華街において、暴力行為や、暴力団におけるシノギと同様の合法・違法問わぬ経済活動を行う成人を中心とした集団が現れ、一部は殺人事件を起こすなど（詳しくは六本木クラブ襲撃事件を参照）、“半グレ”として社会問題化している。
半グレにはヤクザと繋がっている集団も存在するため、いわゆるチンピラの名称が変化したものだという見方もある。

## 戦後の愚連隊
戦後の愚連隊は、既存の非公認武力機構を持つ集団である博徒集団（本来は非公認ギャンブル経営組織）や的屋組織（本来は社寺における祭礼の場を中心とした露店経営者の自治・自衛的調整組織）とも対立し、抗争を繰り返した。
昭和30年代以降の暴力団再編の中、これらさまざまな古典的な非公認武力機構を持つ集団は、愚連隊組織を吸収したり融合するとともに多角的な暴力機構の中に組み込まれ、古典的な博徒集団（ヤクザ）や的屋組織から今日的な暴力団に変質していった。逆に、的屋組織やその構成露天商の中には、そもそも的屋や露天商は許可を得ていれば非合法ではないため、既存の非公認武力機構から離脱して、現代型の暴力団と距離を置くものも出てくるという変化も生じている。

### ヤクザ組織との相違点
親分と子分の間柄について、ヤクザ組織が親子関係としたら、愚連隊は兄弟関係（子分は親分を「兄貴」と呼ぶ）と言える。ヤクザにおける舎弟（兄弟分の弟格）が、愚連隊における子分に多くの部分で当てはまり、比較的、主従関係は緩やかであった。

### 愚連隊出身者
- 万年東一 - 万年一派頭領。のちに一派は住吉会等に吸収された。
- 安藤昇 - 安藤組（東興業）組長。
- 小林秀雄（考えるヒント３　37ページより）
- 花形敬 - 安藤組大幹部。
- 加納貢 - 安藤昇の兄弟分。
- 三木恢 - 東声会系三声会会長。
- 益戸克己 - 日東拳闘倶楽部（後に日東ボクシングジム）会長。
- 菅谷政雄 - 神戸国際ギャング団頭領、菅谷組組長。山口組へ入ってヤクザに転身し、若頭補佐として同組有力者になった後も、傘下に加わった組の組長とは親子盃ではなく兄弟盃（相手の方が舎弟）を交わすなど、愚連隊時代の慣習に拘りを持ち続けていた。
- 浅沢友七 - 南一家会長。
- 太田州春 -  初代太州会会長。

その他山口組、住吉会、稲川会など広域暴力団には旧愚連隊勢力が傘下団体として存在している。

### 太陽族との相違点
1950年代、反社会的行為を繰り返す不良グループを表す新語に太陽族があった。青少年犯罪が社会問題となる中、石原慎太郎の小説『太陽の季節』が芥川賞を受賞し注目されたことから、そこから太陽族という言葉が生まれた。太陽族を自認する若者は、愚連隊との違いを「太陽族はあくまで中流以上の家庭の子弟であり、自身である程度の資力はあり、喧嘩はするが、ユスリ、タカリのようなことはやらない。それらで生きるのは愚連隊である」といい、仲間内の優劣は金の多寡が決め手であり、その資金源は実家の金のほか、女から貢がせる、ダンスパーティを開いて入場券（パー券）を売りつけるなどだと説明したが、実態はパーティの元締めはヤクザ組織や極右組織などと繋がっていた。

## 現代の愚連隊
2000年代以降も、新たな形態の愚連隊や、それを模倣した在日外国人系の不良グループも現れ、社会問題となっている（詳しくは関東連合、怒羅権の項を参照）。問題となっている集団には、暴走族やチーマー等の不良少年集団のOBで集まったもの（「関東連合OBグループ」等と呼ばれる一団、怒羅権）、アマチュア格闘技団体から派生したもの（「強者」もしくは「関西連合」と自称する一団）などがあり、いずれも成人を中心に、派生先とは直接関係のない若者や少年を加えた形で構成されている。一部マスコミでは「ネオ愚連隊」や「半グレ集団」とも呼ばれている。「ネオ愚連隊」は不良評論家の岩橋健一郎によって名づけられた。「半グレ」は溝口敦の造語とされる（ただし「半グレ」という言葉自体は溝口以前から存在する。半グレ#脚注を参照）。警察庁は準暴力団と規定している。

### 岩橋健一郎による証言
かつての愚連隊は、地域の治安を保つために結成された集団であったのに対し、ネオ愚連隊や半グレは六本木・渋谷などの歓楽街を縄張りに、芸能人を食い物として、ただひたすら資金調達と犯罪行為を繰り返している集団だと言う。

### 江藤史朗による証言
江藤史朗は、かつて警視庁生活安全部少年事件課係長（警部）として、少年事件の捜査指揮を執っていた人物である。「11代目市川海老蔵暴行事件」で逮捕された犯人が暴走族時代に起こした事件の捜査指揮も執った。暴走族引退後、先輩・後輩の結び付き合いが固く、彼らによって暴走族の上の組織となる集団が結成される（→ネオ愚連隊となる）。六本木を中心にクラブの経営やその用心棒でビジネスを成功して行くと言う。表面では、暴力団と違い普段は一般に会社員をやっている者もいて、警察からはマークされづらいとも言う。

### 石元太一による証言
「関東連合」でリーダーを張っていた石元太一は、いわゆる「11代目市川海老蔵暴行事件」に関して、自身が海老蔵に暴行されたことが事件の始まりであったと主張。自身らは暴走族引退後も元メンバー達の絆が固いが、「ヤクザでもなければ事務所も持たない」と述べている。

### 強者メンバーによる証言
大阪ミナミを拠点とし、「西の半グレ集団」とも称される「強者」と呼ばれるメンバーの一人は、（飲食店に）組合費と称する等の金銭を要求するのは、飲食店側が暴力団排除条例を盾に暴力団にみかじめ料を払うのを拒んだからで、飲食店に危害を加えるのは、「飲み屋に悪さをしたり、ミナミで暴れろ」と命じられたからであり、「（「強者」メンバーの内、暴力団に属していない者も実態は）完全にヤクザ。寄り合いや義理に呼ばれないだけ」と述べている。